# The Bridge (The Walking Dead)

«El Puente» —título original en inglés: «The Bridge»— es el segundo episodio de la novena temporada de la serie de televisión posapocalíptica, horror The Walking Dead. En el guion estuvo cargo David Leslie Johnson-McGoldrick y Daisy von Scherler Mayer dirigió el episodio, que salió al aire en el canal AMC el 14 de octubre de 2018. Fox hará lo propio en España e Hispanoamérica el día siguiente, respectivamente.

## Trama
Rick habla con un individuo invisible sobre el estado de las comunidades durante el último mes mientras trabajan para reconstruir el puente destruido. Más temprano ese día, Rick supervisa el campamento improvisado donde la mayoría de sus aliados cercanos ayudan a velar por los Salvadores mientras trabajan para reconstruir el puente. Eugene lo mantiene informado sobre el progreso, notando que no han podido dar cuenta de una media docena de salvadores que han desertado, y que planean detonar un bloqueo de carretera más tarde ese día y sus planes para alejar a una horda de caminantes cercana usando sirenas Rick ve que Siddiq ha entrenado a Enid en el trabajo médico de campo básico, y Siddiq ha vuelto a la seguridad de las comunidades. Carol y Ezekiel discuten su relación, y Anne y el Padre Gabriel comienzan a reconocer un vínculo entre ellos.
Durante el trabajo, cuando Henry está distribuyendo agua, Justin, un Salvador, intenta tomar más de lo que le corresponde y empuja a Henry. Daryl se apresura a someter a Justin antes de que Rick pueda ejercer su control sobre el grupo. Rick y Daryl se dan cuenta de que los salvadores están empezando a irse de las manos, debido a la prisa de Rick por terminar el puente y la falta de comida. Más tarde, activaron la dinamita y rastrearon la horda de caminantes cercana mientras se desvía hacia la primera sirena. Sin embargo, cuando la segunda sirena, dirigida por Justin, no suena, Rick se da cuenta de que el grupo de hombres en un sitio de registro cercano está en problemas. Allí, Daryl ve la horda y ordena a todos que huyan, pero en la prisa, el brazo de Aaron se aplasta bajo un tronco gigante. Rick y los demás llegan para ayudar a defenderlos, permitiendo que Daryl lleve a Aaron a la tienda médica. Enid está desconcertada por la lesión y determina que la única acción que pueden tomar es amputar el brazo de Aaron. La cirugía es exitosa, pero Rick se responsabiliza por la pérdida de Aaron. Rick reprende a Justin por no hacer sonar la alarma. Justin dice que su equipo de radio falló, pero cuando Rick se niega a aceptar esta excusa, lo exilia.
Michonne va a la colonia Hilltop para hablar con Maggie. Michonne sabe que Hilltop estaba esperando que se produjera un suministro de etanol en el Santuario, que cambiarían por alimentos para proporcionar a los Salvadores, pero el suministro ha desaparecido; Michonne le pide a Maggie que le brinde la comida con la confianza de que obtendrá el etanol. Maggie se niega, señalando que no tienen combustible para su tractor, y con Earl, su herrero, detenido, no pueden reparar el arado que sacaron del museo y por lo tanto, deben conservar su suministro de alimentos. Michonne insta a Maggie a reconsiderar, pero Maggie se mantiene firme en que Earl debe ser castigado. Maggie le permite a Tammy ver a Earl bajo su vigilancia y se entera de que las acciones de Earl fueron el resultado de que Gregory le dio su primer trago de alcohol en años. Después de algún tiempo, Maggie cede; ella le permite a Earl regresar a su trabajo de herrero bajo custodia, y acepta proporcionarle la comida a Michonne, además de estar abierta para discutir un código de leyes entre las comunidades, siempre y cuando retenga cierta autoridad en Hilltop.
Esa noche, la conversación de Rick continúa, revelándose que la persona con quien conversaba es Negan, que está recluido en una celda dentro de Alexandria. Negan se preocupa poco por cómo Rick está reconstruyendo las comunidades, creyendo que Rick solo está ayudando a reparar el mundo para él. Anne vigila por la noche pero ve un helicóptero sobrevolando. Justin, caminando solo de regreso al Santuario, parece ver a alguien que reconoce antes de que la figura salte y lo ataque.

## Recepción

### Recepción crítica
"The Bridge" fue aclamado por la crítica con elogios dirigidos a la dirección, la escritura y el desempeño emocional de Ross Marquand. En Rotten Tomatoes, el episodio tiene un índice de aprobación del 95% con una puntuación promedio de 7.35 de 10 basado en 21 comentarios. El consenso crítico dice: "Una quema más lenta que el estreno, "The Bridge" es un estudio de carácter convincente que sienta las bases necesarias para futuras entregas".

### Índices de audiencia
"The Bridge" recibió una audiencia total de 4.95 millones con una calificación de 2.0 en adultos de 18 a 49 años. Aunque fue el programa de cable con mayor calificación de la noche, el episodio marcó una disminución en la audiencia desde el estreno de la temporada y es el episodio con la calificación más baja de "Vatos" episodio 4 de la primera temporada que tuvo 4.7 millones de espectadores.